# 1641 Tana
1641 Tana (1935 OJ) là một tiểu hành tinh vành đai chính được phát hiện ngày 25 tháng 7 năm 1935 bởi C. Jackson ở Johannesburg.